# Chapelle des Carmélites de Dijon
Pour les articles homonymes, voir Chapelle des Carmélites et Couvent des Carmélites.
La chapelle des Carmélites de Dijon  est ce qu'il reste d'un ancien couvent de carmélites du XVIIe siècle (de style baroque). Elle est située dans le centre sauvegardé de Dijon. La façade est classée aux monuments historiques depuis 1910.

## Historique
Après la disparition de sainte Thérèse d'Avila (1515-1582), ses filles fondent le 21 septembre 1605 le « carmel de Dijon », d'après le souhait et l'aide de la dijonnaise Jeanne Chevrier et l'accord d'Anne de Jésus. C'est le troisième carmel fondé en France après le carmel de Paris et le carmel de Pontoise.
De 1608 à 1642, leur monastère est construit rue Saint-Anne. La première pierre de la chapelle a été posée en 1609 par André Fremyot, abbé de Saint-Étienne. Elle est consacrée le 4 mai 1613 sous le vocable de Saint Joseph par Jean de Passelaigue, évêque de Belley. Il n'en subsiste aujourd'hui que la façade baroque, très richement sculptée en pierre blonde et rose avec des frontons, des colonnes aux chapiteaux ioniques et corinthiens et des statues de Sainte Thérèse, du prophète Élie, de Saint-Joseph, de la Vierge Marie et du Christ. Dans un article sur le portail, Victor Dumay affirme qu'il est l'œuvre de l'architecte Nicolas Tassin. Marcel Mayer a attribué le dessin de la façade à l'architecte amateur Guillaume Tabourot à partir de dessins qu'il avait trouvé à la Bibliothèque municipale de Dijon. Jean Braconnier est mentionné pour la première fois dans les Archives de Dijon en 1625 comme simple maçon pour la construction de l'église des Carmélites.

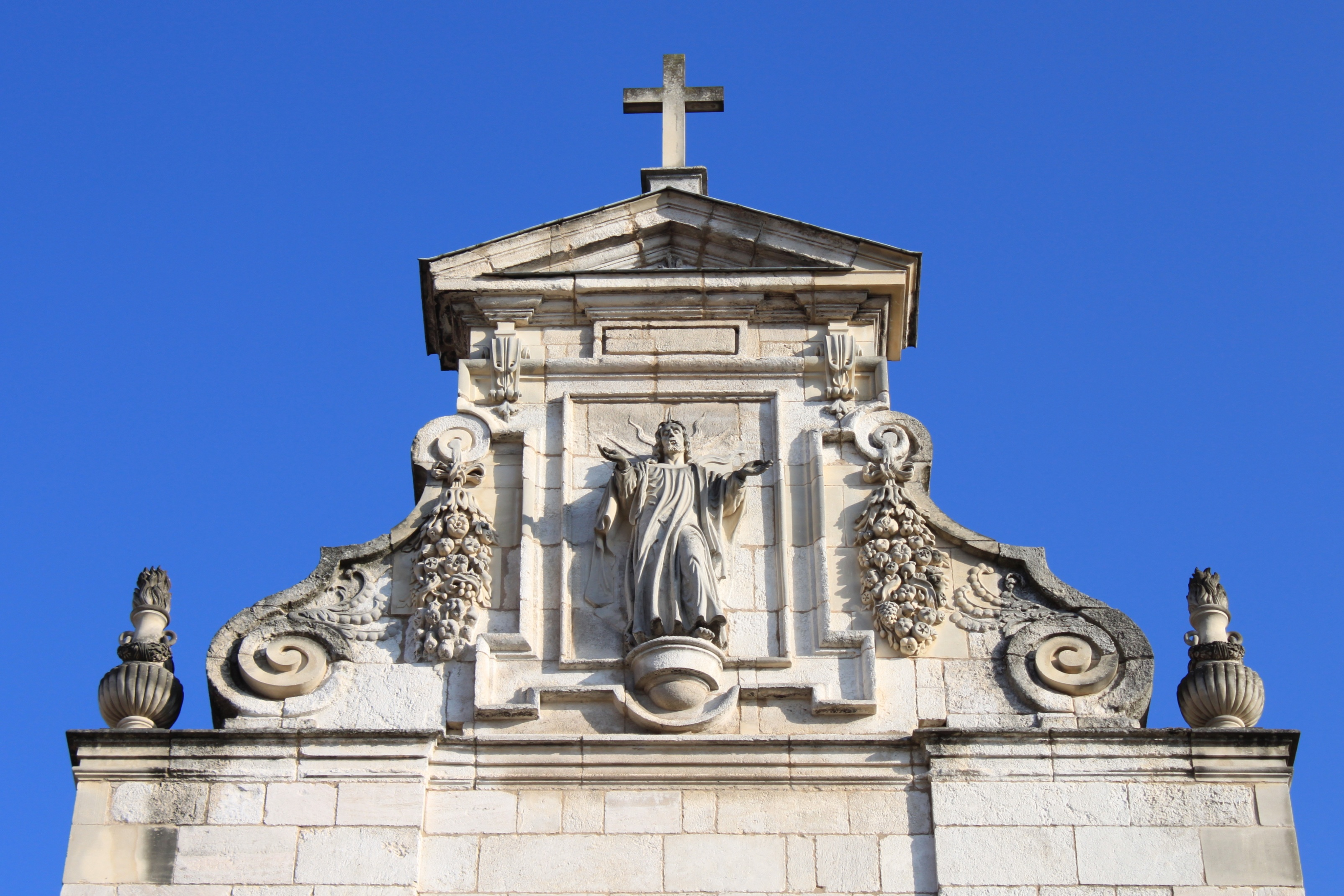
Le haut de la façade avec une statue du Christ.
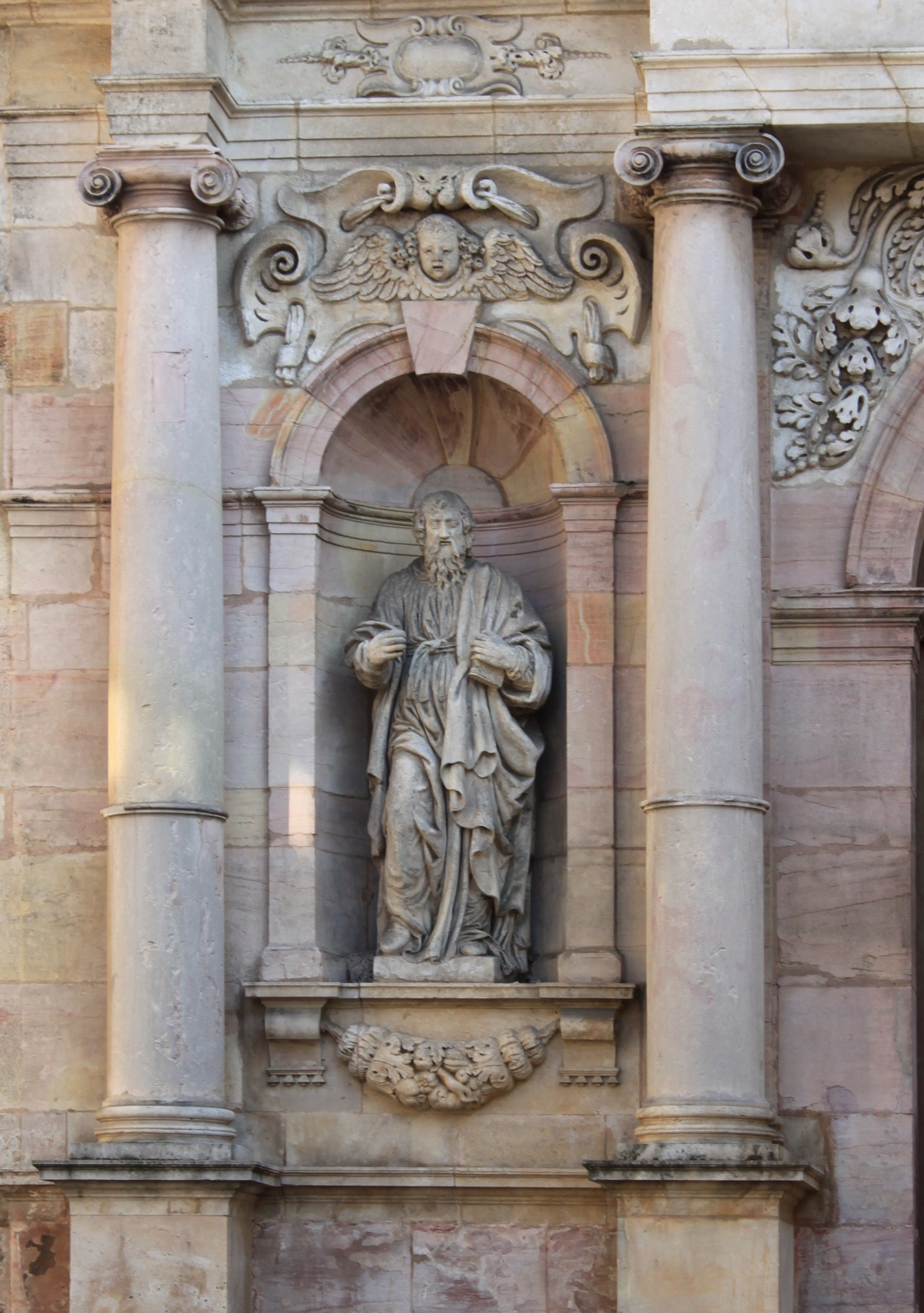
Statue du prophète Élie à gauche du portail.

À la Révolution française, le clocher est détruit, les communautés monastiques sont dissoutes et leurs biens déclarés bien national. Le 30 septembre 1792, les carmélites sont expulsées et rejoignent le carmel de Beaune. En 1810, le couvent est cédé à la ville et après transformation devient la caserne Brune, puis affecté à divers services municipaux.
En 1865, le carmel de Dijon est refondé 13 rue Saint-Lazare (renommée par la suite rue Jean-Baptiste-Baudin). En 1978, le couvent, dans lequel Élisabeth de la Trinité s'éteint en 1906, est détruit et le carmel est transféré près de Flavignerot (13 km au sud-ouest de Dijon) sous le nom de « Carmel de Dijon » ou « Carmel de Dijon-Flavignerot ».

## Protection
Le portail de la chapelle des Carmélites fait l'objet d'un classement au titre des monuments historiques depuis le 12 décembre 1910.